# Lestrimelitta danuncia
Lestrimelitta danuncia är en biart som beskrevs av Oliveira och Marchi 2005. Lestrimelitta danuncia ingår i släktet Lestrimelitta och familjen långtungebin. Inga underarter finns listade i Catalogue of Life.